# Interessenverband Familie und Eigentum
Der IFE Interessenverband Familie und Eigentum mit Hauptsitz im westfälischen Münster ist ein Interessenverband für Familien, die Wohneigentum anstreben oder bereits ein Eigenheim besitzen. Der 1953 von katholischen Priestern und Laien gegründete Mitgliederverband ist in den fünf Nordrhein-Westfälischen Bistümern Aachen, Köln, Essen, Münster und Paderborn tätig.
Der Verein will besonders jungen und kinderreichen Familien mit kleinem und mittlerem Einkommen helfen, Immobilieneigentum zu erwerben. Die Mitglieder sind in Siedlergemeinschaften und Kreisgruppen organisiert. Familien, die keiner Siedlergemeinschaft angehören, können trotzdem Mitglied des Vereins werden.
Der Verband berät seine Mitgliederfamilien rund um das Thema Wohneigentum, Finanzierung, Umschuldung, öffentliche Mittel, Nachbarschaftsrecht, Baurecht uvm. Als Interessenverband vertritt sie darüber hinaus wohnungspolitische Fragen bei Bund und Ländern, kirchlichen Stellen, Organisationen und in der Öffentlichkeit.
Gemäß Beschluss der Mitgliederversammlung vom 8. Oktober 2019 gab sich die VKS Katholische Familienheimbewegung e.V. zum 1. Januar 2020 einen neuen Namen und heißt seitdem IFE Interessenverband Familie und Eigentum e.V.